# 比亚迪秦
比亞迪秦是由比亞迪汽車所生產製造的一款新能源汽车。最初版本为插电式混合动力汽车，充满電力后可行駛70公里，后推出纯电动版本。
首次亮相於2012北京国际汽车展览会，以概念車形式展出。该车以中國第一個統一的封建王朝"秦"為命名，也是比亚迪“王朝系列”汽车中的第一款。
售價從人民幣189800元起計價，适用中華人民共和國政府對新能源汽车的补贴和免税。
秦PLUS DM-i 2023冠军版已于2月10日正式上市。
它有两种型号，4 座版和 5 座版，后者于 2024 年 7 月上市。两种型号均配备 38.88 kWh 电池。

## 第一代（2012年）

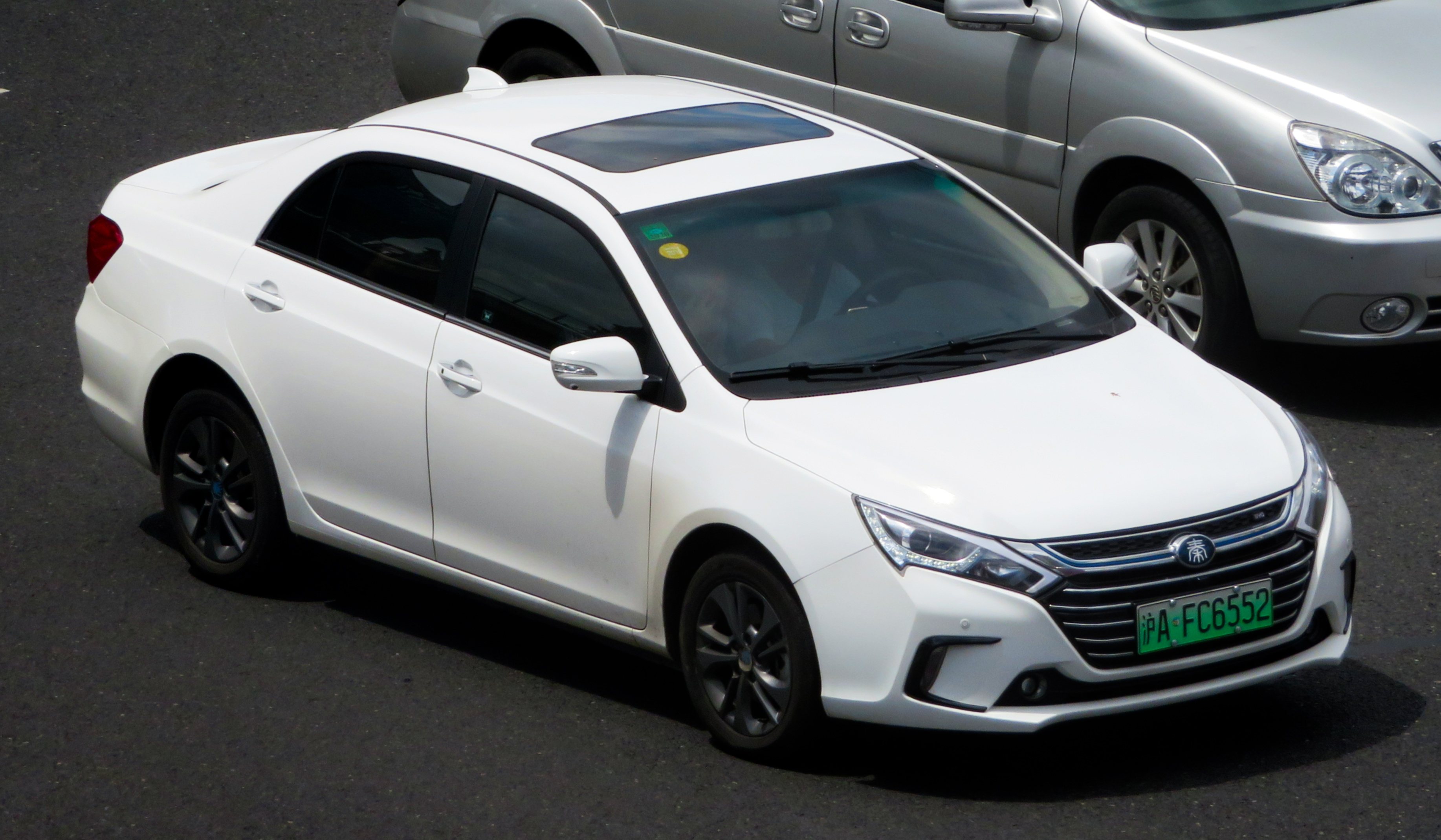
比亚迪秦改款前脸。
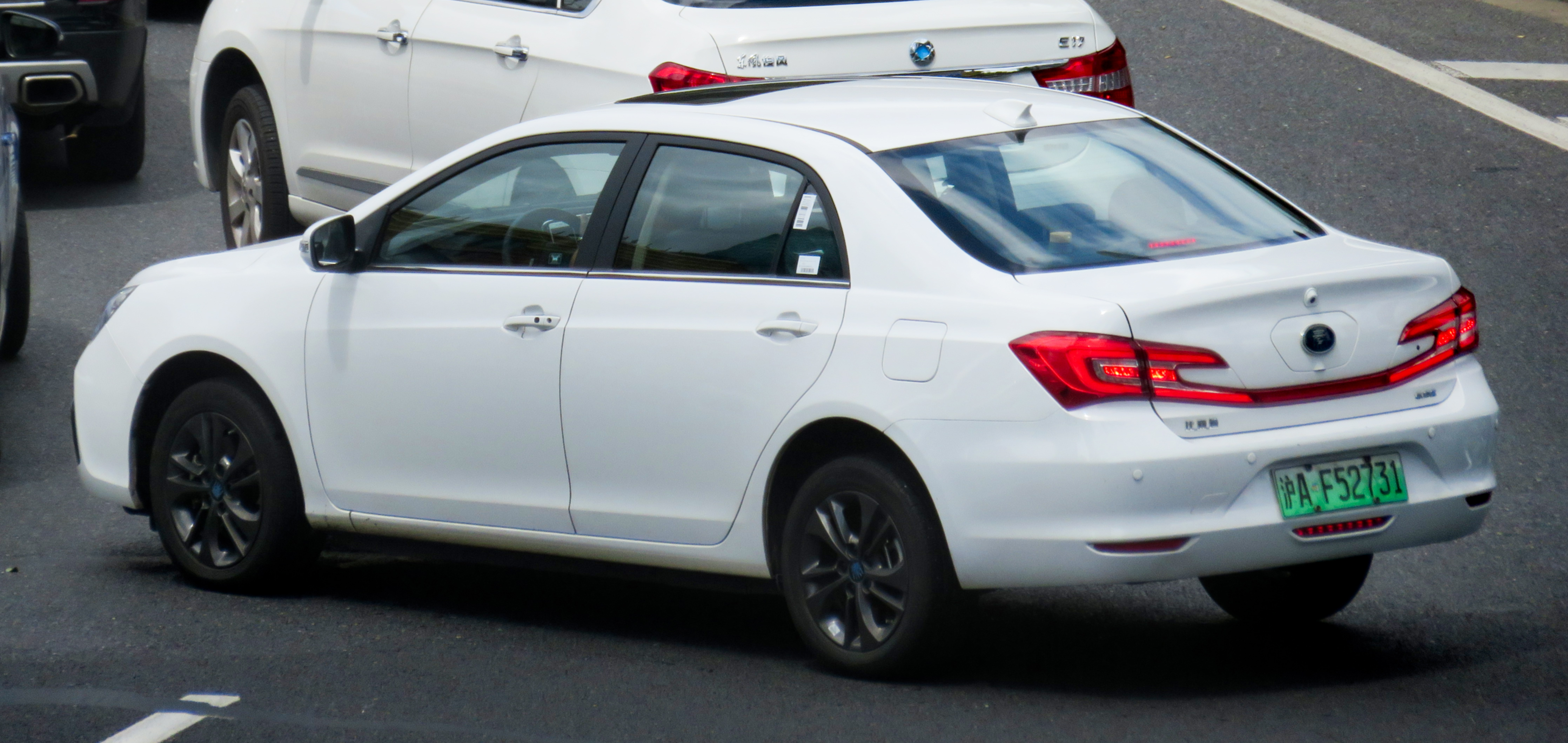
比亚迪秦改款后部。

比亚迪秦概念车于2012年北京国际汽车展览会上亮相，以中国第一代大一统王朝秦朝命名。
插电式混合动力车型（最初是唯一可用的车型）目前提供NEDC全电动续航里程82 km（51 mi）以及可将汽车总续航里程延长至与传统汽油动力汽车相似的距离的混合动力系统。全电动版的NEDC续航里程为 520（320英里）。
秦的设计采用了比亚迪新一代更高效的双模电动动力系统。比亚迪秦使用的磷酸铁锂电池（LiFePO4，或LFP）比其前身F3DM更小：13kWh而不是16kWh。LiFePO4电池具有高能量密度，可承受高达4,000次充电，同时仍能保持80%的性能，并且在制造过程中不使用有毒重金属。由于设计改进，新电池比F3DM上使用的电池小50%左右，重量也轻50%。电池组尺寸减小意味着价格降低，但牺牲了全电动续航里程，时速估计50（31英里）。F3DM中更大的电池可提供97（60英里）的全电动续航里程。比亚迪表示，秦在纯电动（EV）模式下的能效比将提高7%，方便节省电力和能源。
在混合动力模式下，秦采用两台110-千瓦特（148-匹馬力；150-匹公制馬力）电动机和一台1.5升涡轮增压直喷发动机，而非F3DM所用的1.0升3缸发动机，输出223 kW（299 hp；303 PS）功率和440 N·m（325 lb·ft；45 kg·m）扭矩。比亚迪汽车表示，秦最高时速为185 km/h（115 mph），从0—100 km/h（0—62 mph）加速时间不到5.9秒。由于电池更小、轴距增加，秦将拥有比F3DM更大的内部空间，造型也比比亚迪早期车型有所改进，最明显的是车内装饰。
比亚迪秦于2013年11月在哥斯达黎加开始销售，比亚迪计划于2014年开始在中美洲和南美洲的其他国家销售。
改款前造型（2014 - 2017年）

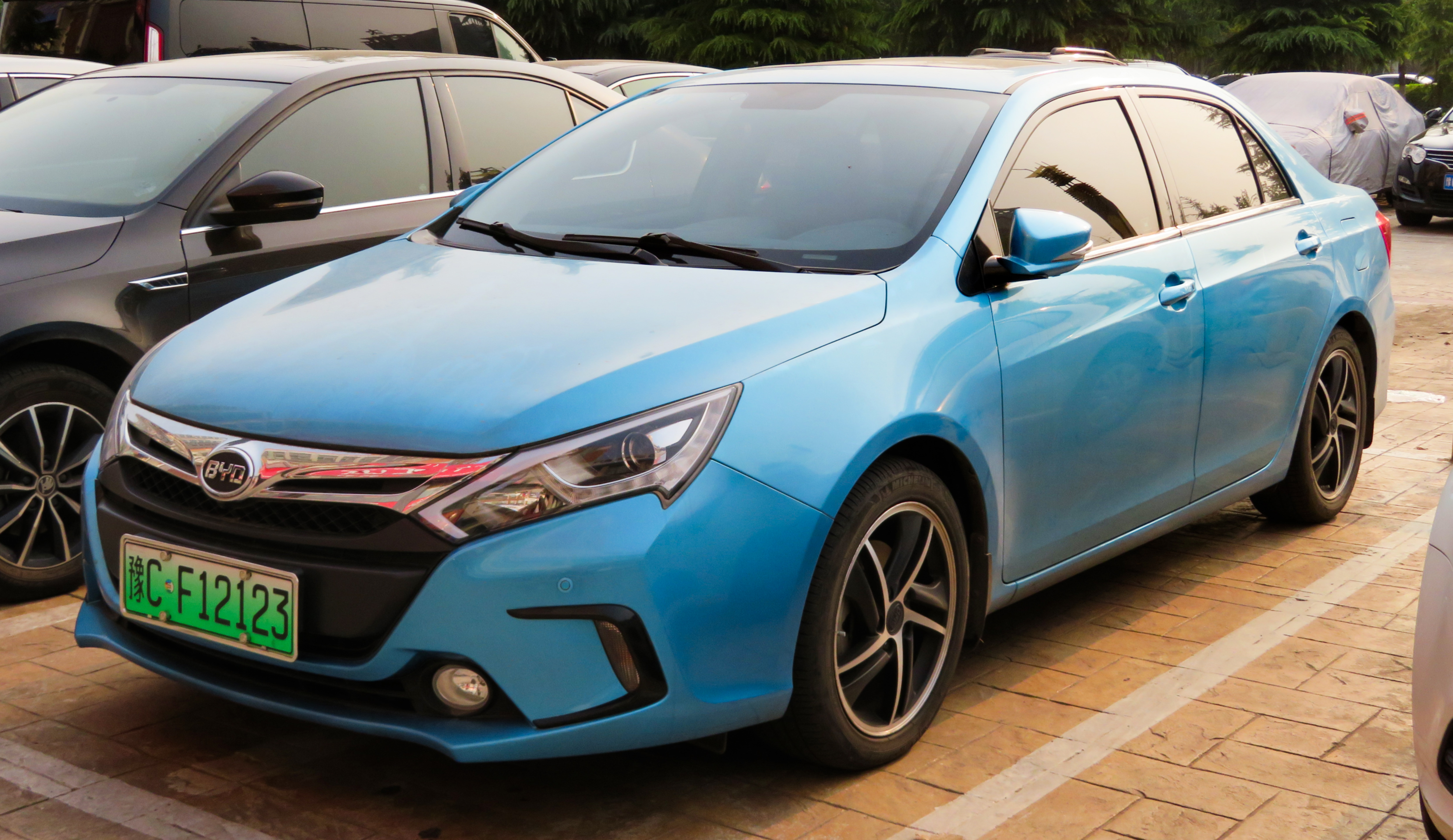
改款前比亚迪秦前脸。
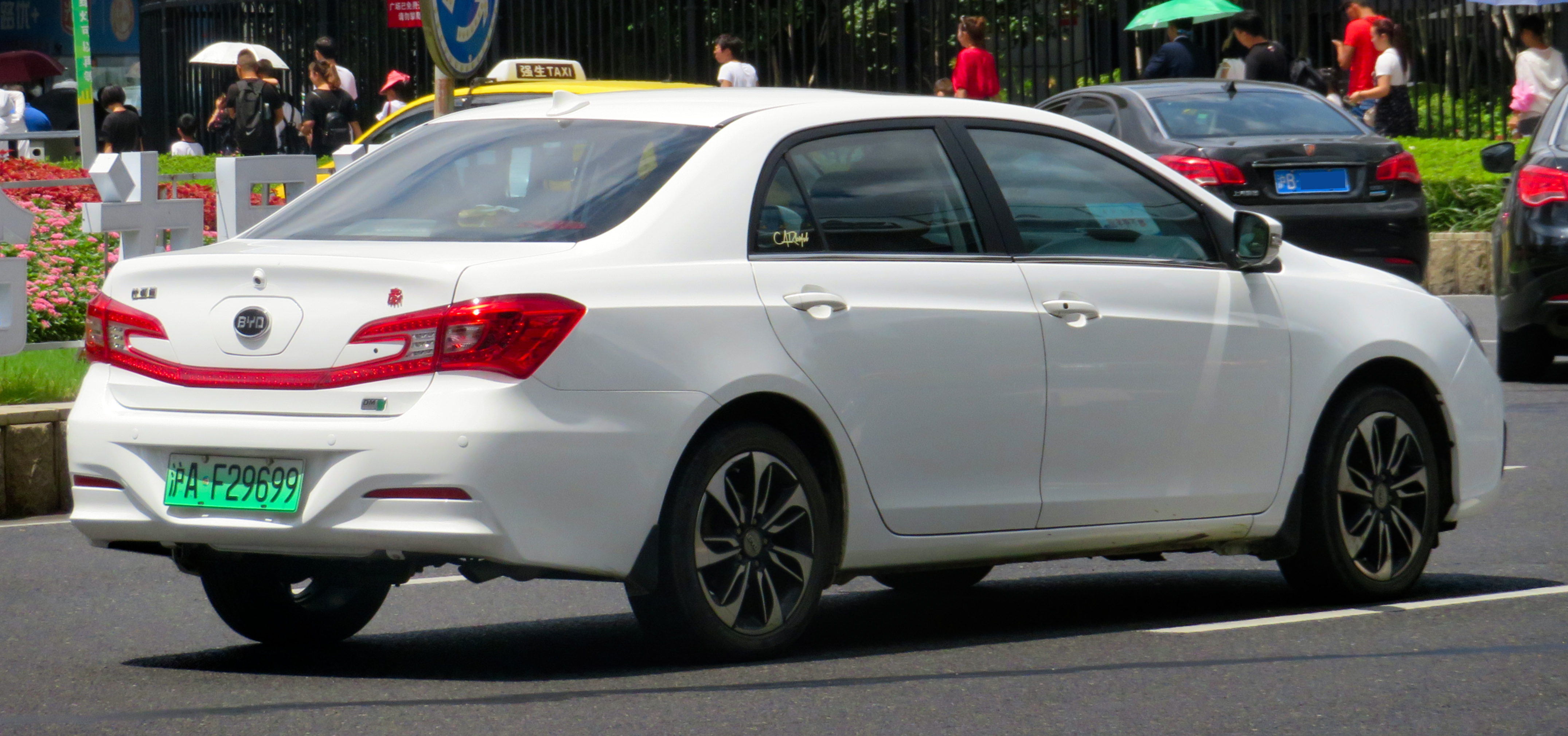
改款前比亚迪秦后部。

改款后造型（2018年）
- 比亚迪秦改款前脸。
- 比亚迪秦改款后部。

### 秦EV300
2016年3月，纯电动版本秦EV300在中国上市。比亚迪秦EV300搭载218马力电动机和电池组，预计续航里程为300 km（190 mi）。最高时速为150每小時（93英里每小時）。秦EV300共有四个版本。

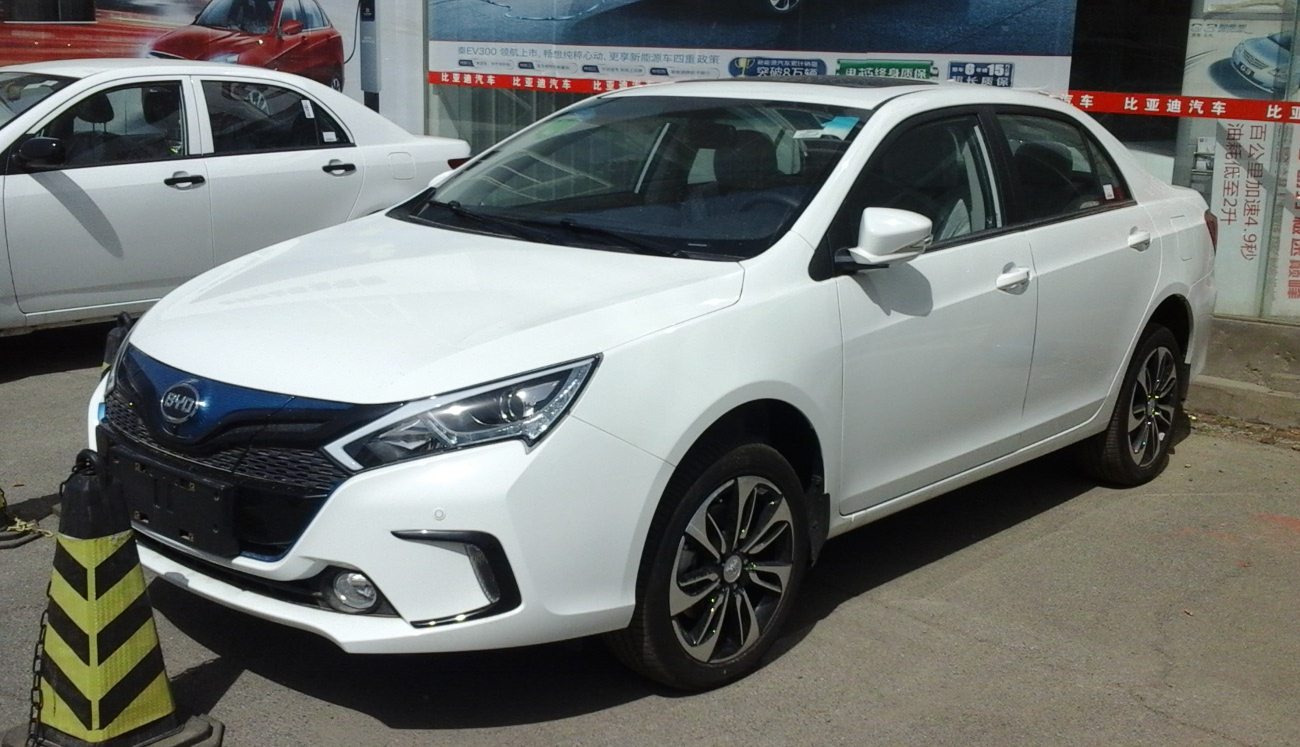
比亚迪秦EV300.

### 2019年最新版
尽管2018年推出了秦Pro，但第一代秦的最新版本也于2019年投入生产。制造商将其称为“全新秦”。
新车型采用“龙脸”式前脸造型，尾灯部分有所改动。车身比初代车型更短（4,675 mm（184.1英寸） vs 4,740 mm（186.6英寸）），而轴距和车宽保持不变。
初始车型采用插电式混合动力车或全电动传动系统，而升级后的车型则采用汽油发动机或全电动传动系统。在全电动版本中，电池容量为53.1 kWh（191 MJ）。

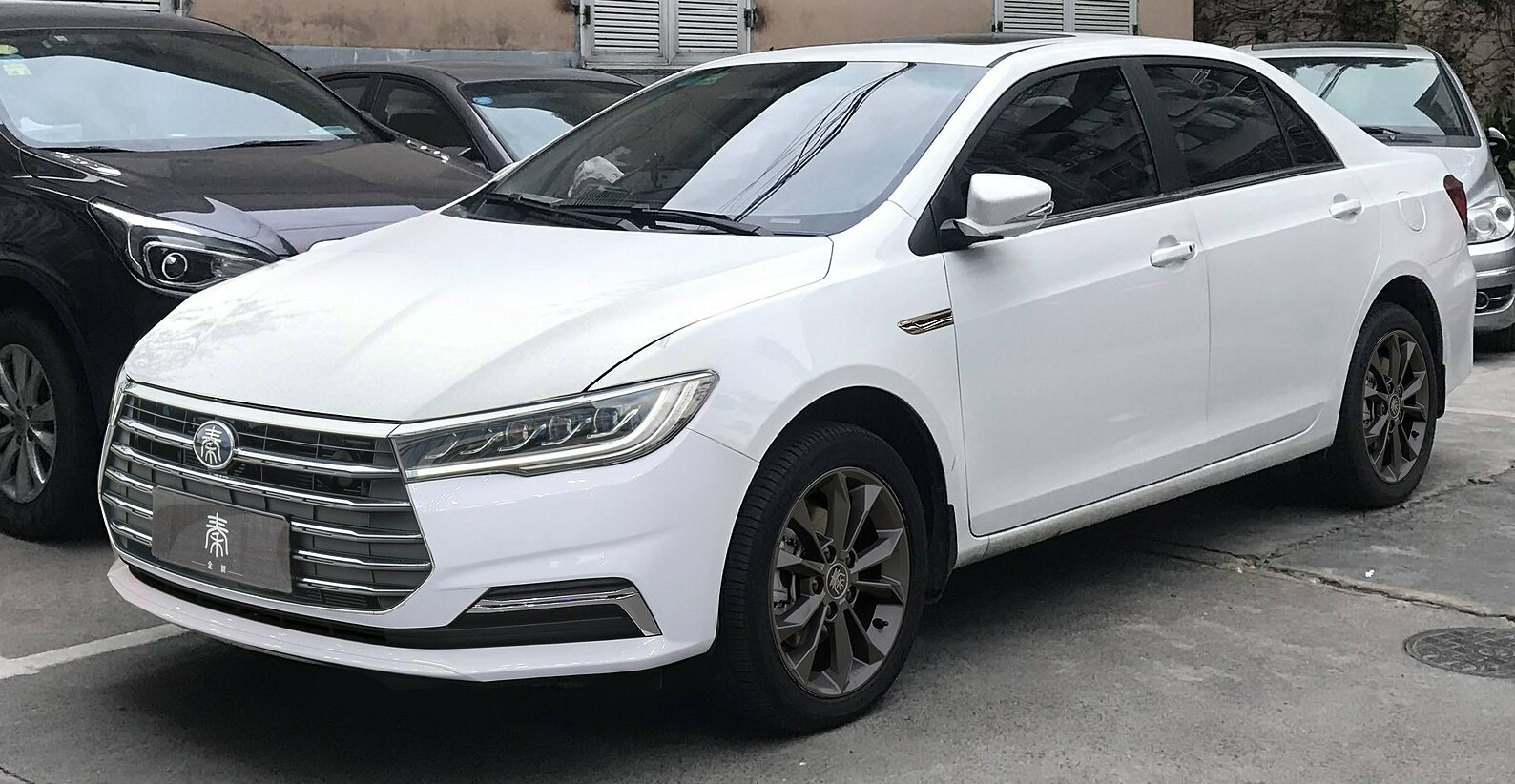
2019款比亚迪秦改款前脸。
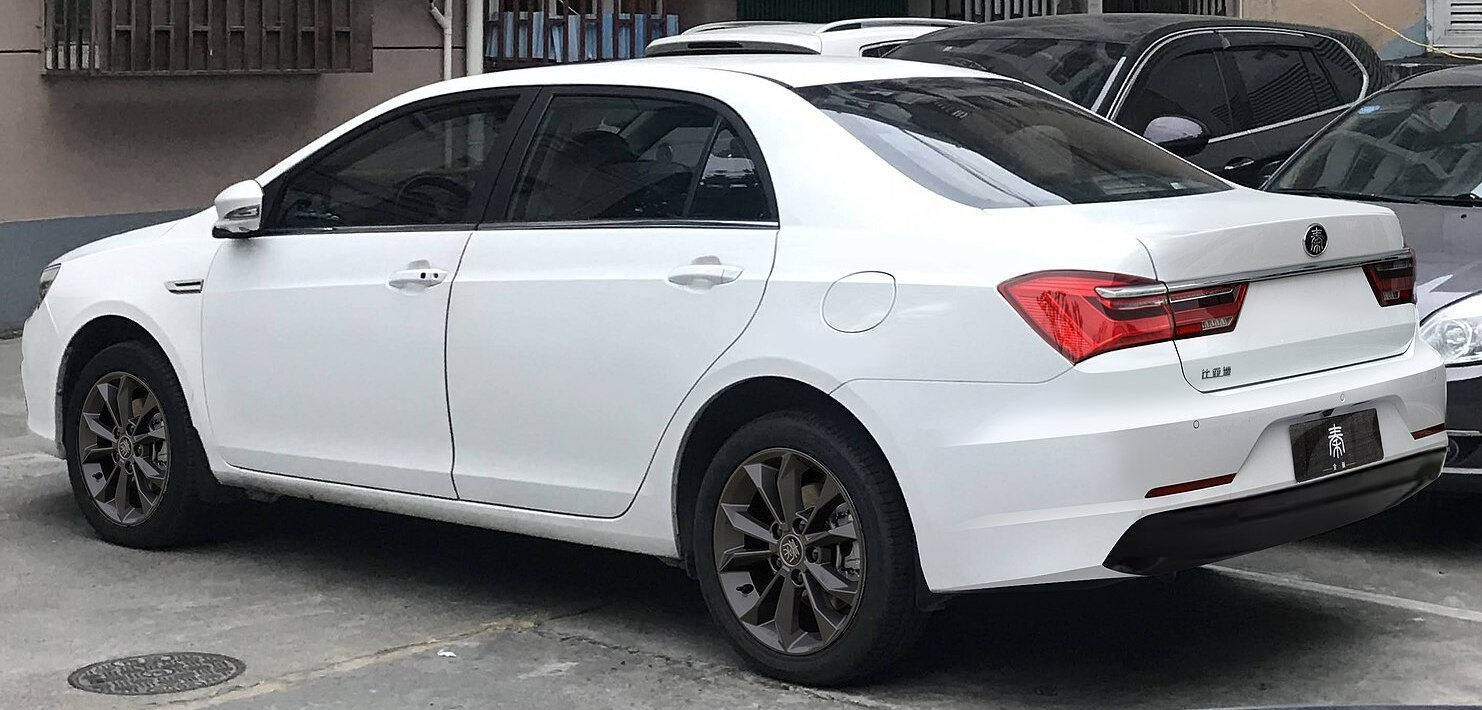
2019款比亚迪秦改款后部。
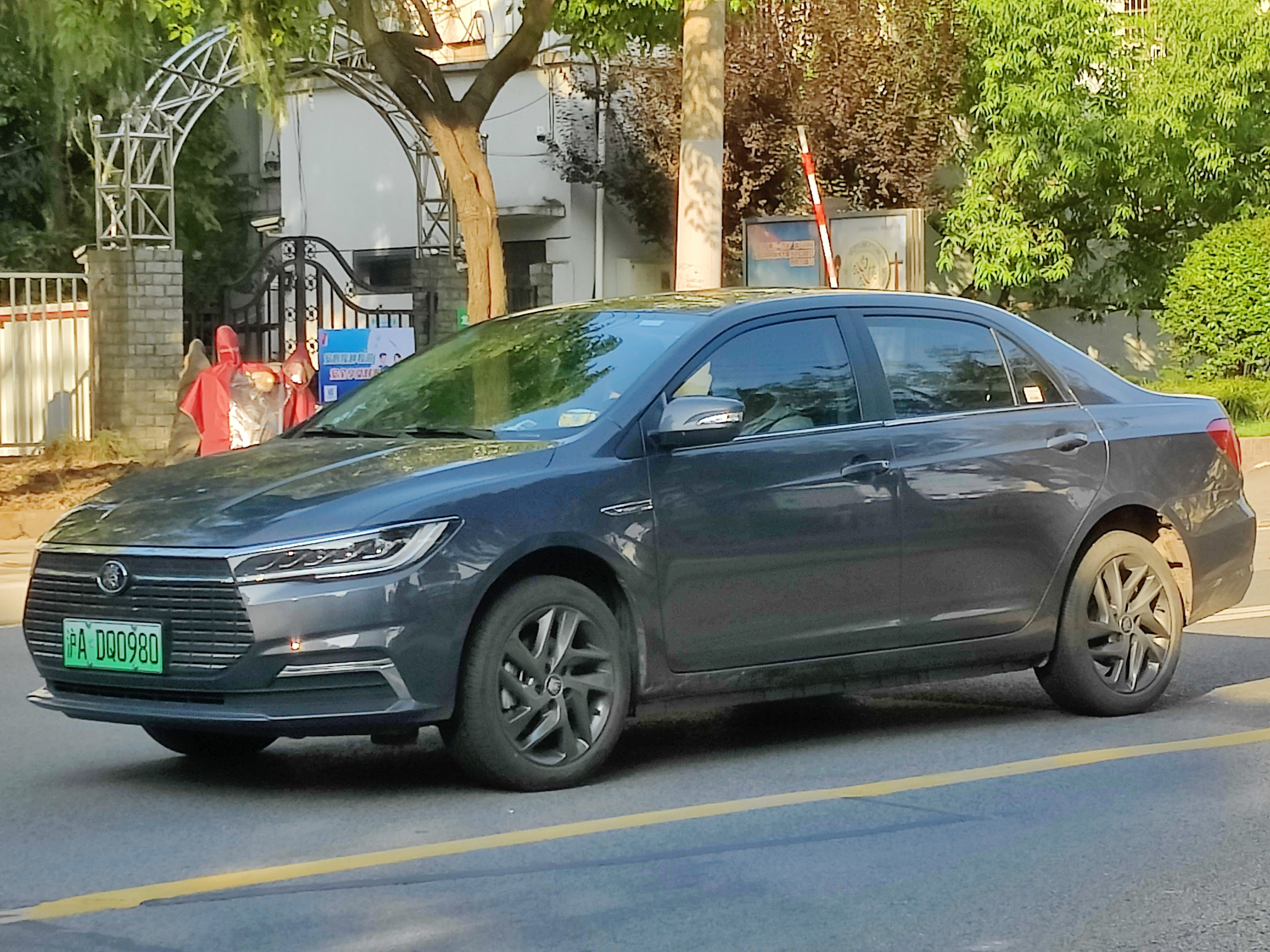
2019款比亚迪秦EV改款前脸。
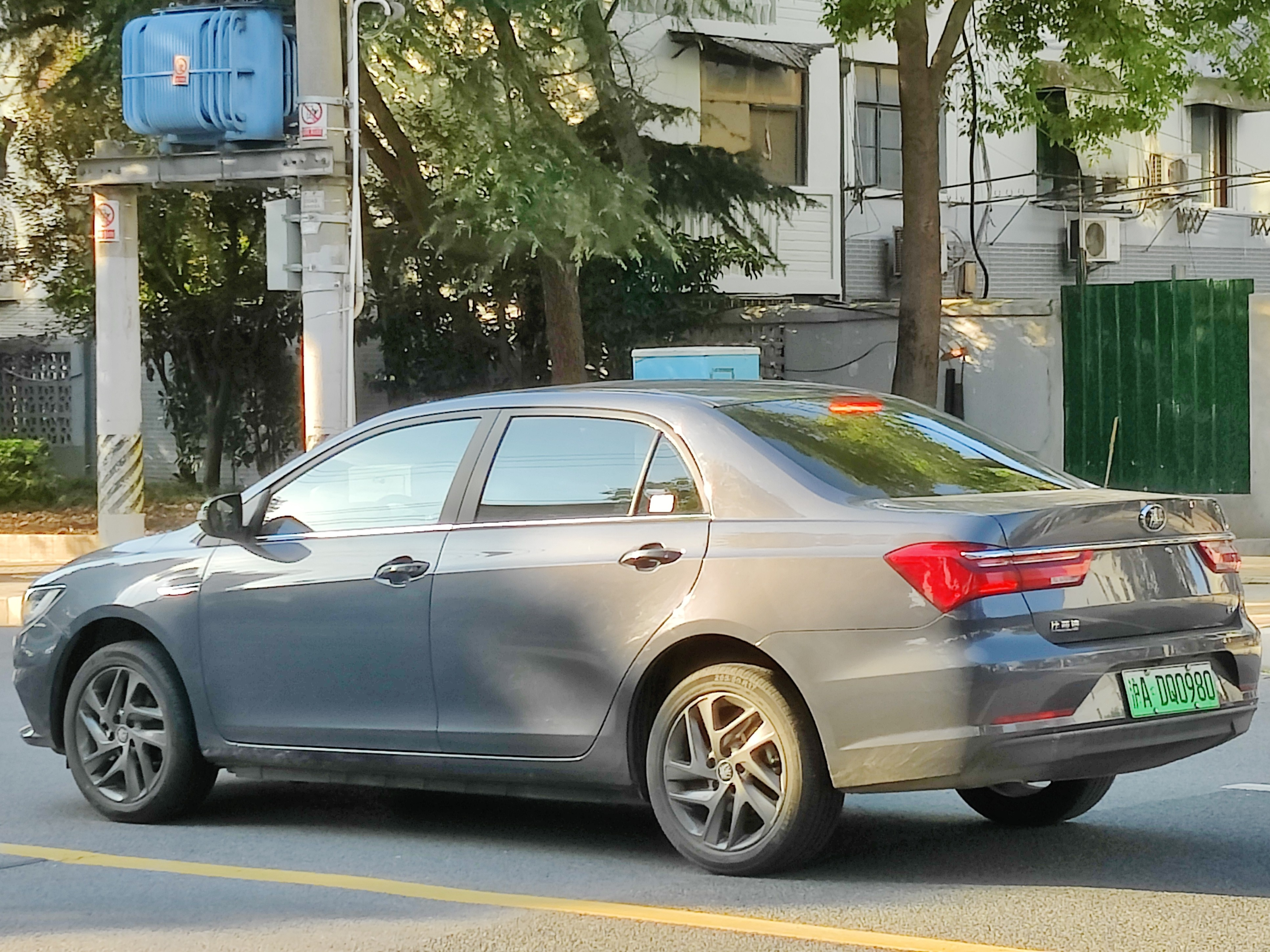
2019款比亚迪秦EV改款后部。
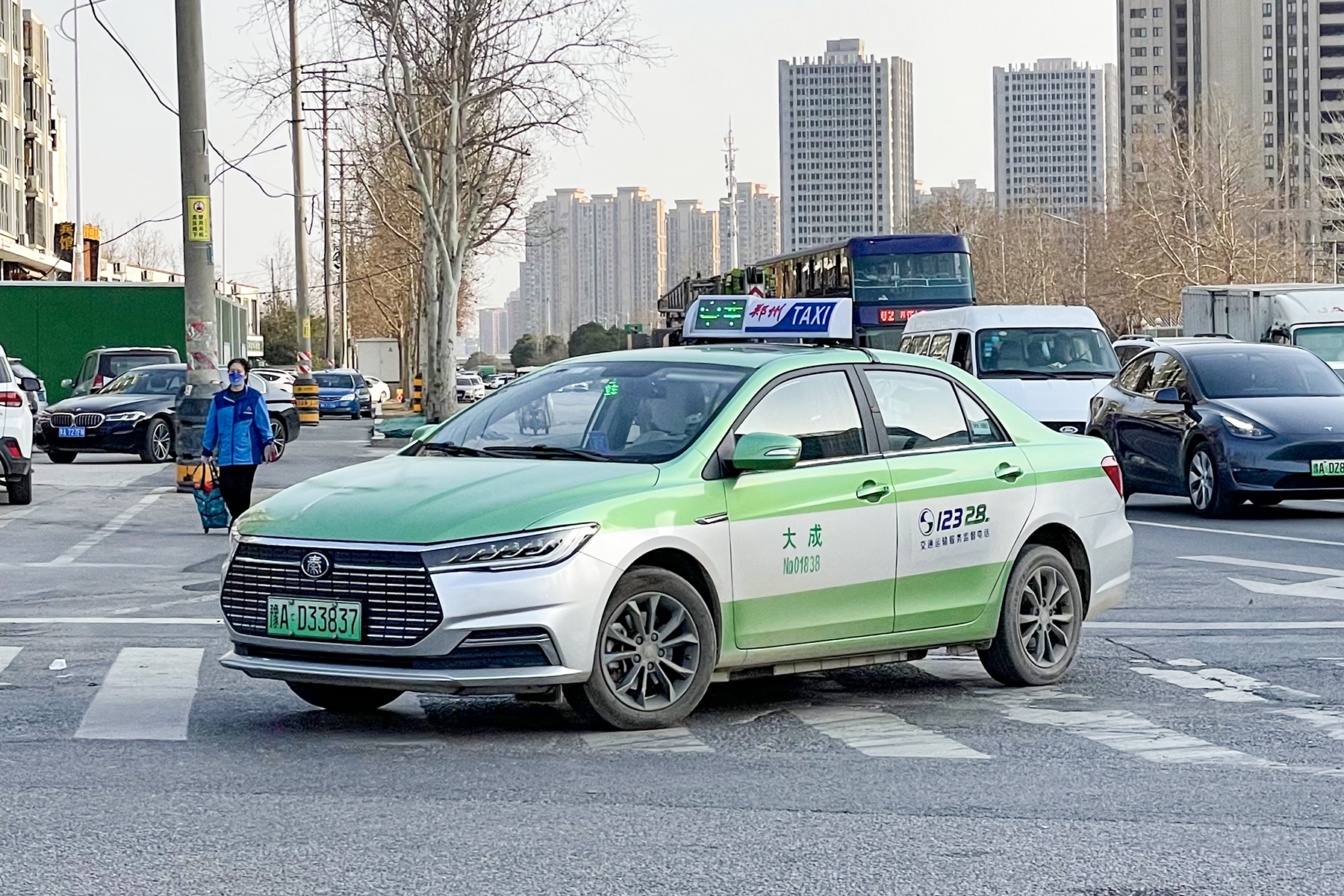
郑州比亚迪秦出租车
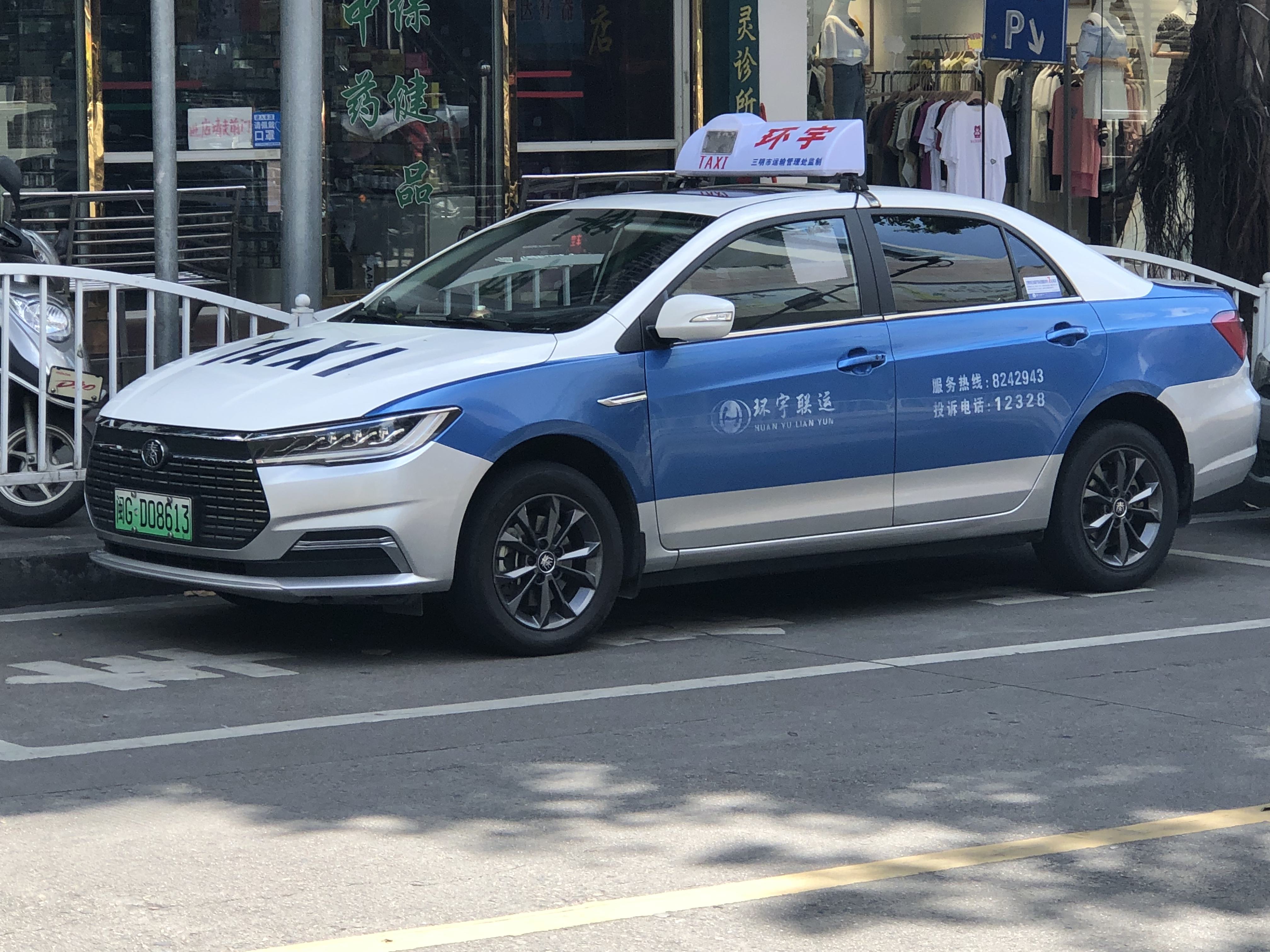
三明比亚迪秦EV改款出租车

## 秦Pro/秦Plus
第二代秦于2018年作为秦Pro推出，并于2021年改版为秦Plus。由于尺寸增大，这款轿车占据了更高的细分市场，在中国通常被称为“A+级”，比全球C级更大。

### 秦Pro (2018)
| 类别       | 类别       | %      |
| ---------- | ---------- | ------ |
| 总分：     | 5 /5颗星   | 84.5%  |
| 乘员保护： | 乘员保护： | 85.55% |
| VRU保护：  | VRU保护：  | 72.41% |
| 主动安全： | 主动安全： | 91.40% |

比亚迪秦Pro是第二代比亚迪秦轿车的首款产品，于2018年北京车展首次亮相。它最初与第一代比亚迪秦一起销售，是比亚迪新任首席设计师沃尔夫冈·艾格设计的第一款比亚迪轿车。

2019款秦Pro前格栅采用“龙脸”设计，配备可旋转的DiLink 12.8英寸触摸屏，以及一套先进的安全和驾驶辅助系统，包括带启停功能的自适应巡航控制系统和自动紧急制动系统。高强度钢占汽车白车身重量的73.5%（汽油版）。

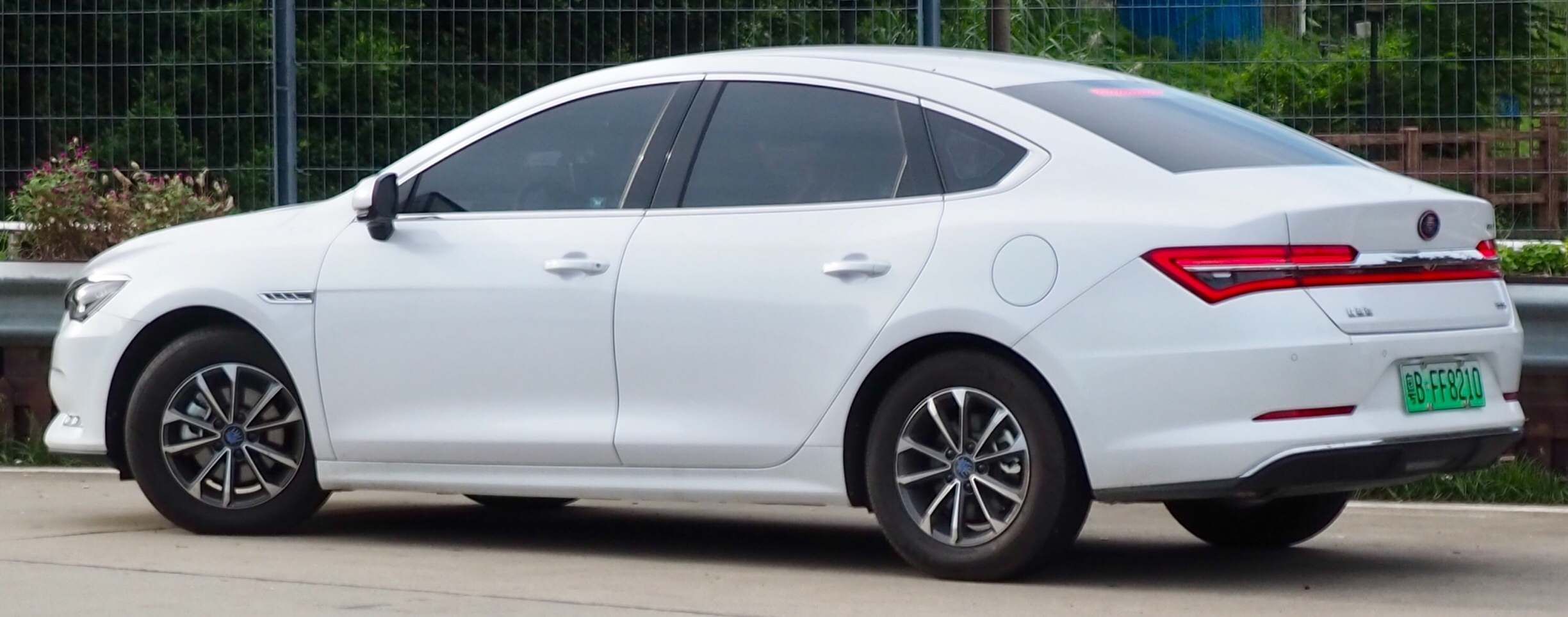
后视图

#### 动力传动系统
比亚迪为该车型提供了三种不同的动力系统：秦Pro有全电动汽车、插电式混合动力汽车和传统汽油ICE汽车可供选择。
比亚迪秦Pro DM（插电式混合动力车）由154-匹馬力（115-千瓦特；156-匹公制馬力）1.5升涡轮增压直列四缸发动机与150-匹馬力（112-千瓦特；152-匹公制馬力）电动机组合而成，总功率为304匹馬力（227千瓦特；308匹公制馬力）。比亚迪秦Pro的最高时速为 200每小時（120英里每小時），可在5.9秒内加速到 0至100 km/h（0至62 mph）。
比亚迪秦Pro EV（电池电动版）顶配版配备69.5kWh 电池。

### 秦Plus (2021)
2021年，比亚迪推出了秦Plus，作为秦Pro的改款车型。秦Plus于2020年11月在2020年广州车展上亮相，并于2021年3月开始销售。与秦Pro相比，它的前后端经过重新设计，尺寸保持不变。它有插电式混合动力DM-i车型和电池电动版 (EV) 可供选择。
比亚迪于2022年3月开始销售秦Plus DM-i的姊妹车型驱逐舰05。它基于秦Plus，具有相同的动力系统，并重新设计了前后面板和仪表板。虽然秦Plus通过王朝网经销商销售，但驱逐舰05是海洋网经销商阵容的一部分。

#### 秦Plus DM-i
秦Plus DM-i于2021年1月推出，并于2021年3月在中国上市。它是比亚迪首批采用升级版插电式混合动力系统DM-i的产品之一，与唐DM-i和宋Plus DM-i跨界车并驾齐驱。
秦Plus的DM-i动力系统结合了1.5升自然吸气发动机和单个电动机，总输出功率约为170匹馬力（127千瓦特；172匹公制馬力）。据称，截至2021年，该发动机的热效率比达到行业领先的43%。秦Plus的油耗不超过3.8公升每100（74英里每英制加侖；62英里每美制加侖）。其刀片电池可提供 50-120 km的电动续航里程。
秦Plus DM-i的1.5升自然吸气发动机采用阿特金森循环，具有冷却废气再循环、分体式冷却系统（发动机冷却回路分为两部分，一部分用于气缸盖，一部分用于缸体）和电动水泵。发动机在6000 rpm时产生81千瓦特（109匹馬力；110匹公制馬力）的最大功率输出，在4500 rpm时产生135 N·m（100 lb·ft；14 kg·m）的峰值扭矩。压缩比为15.5:1。该车配备E-CVT变速箱。
2023年2月，比亚迪推出秦Plus DM-i冠军版，降价销售。2024年2月，比亚迪进一步降低车型售价，推出秦Plus DM-i尊享版，并称“正式开启电低于油的新时代”。
自2024年2月起，比亚迪开始在阿联酋、沙特阿拉伯和卡塔尔等一些中东市场以秦Plus PHEV的形式销售秦 Plus DM-i。

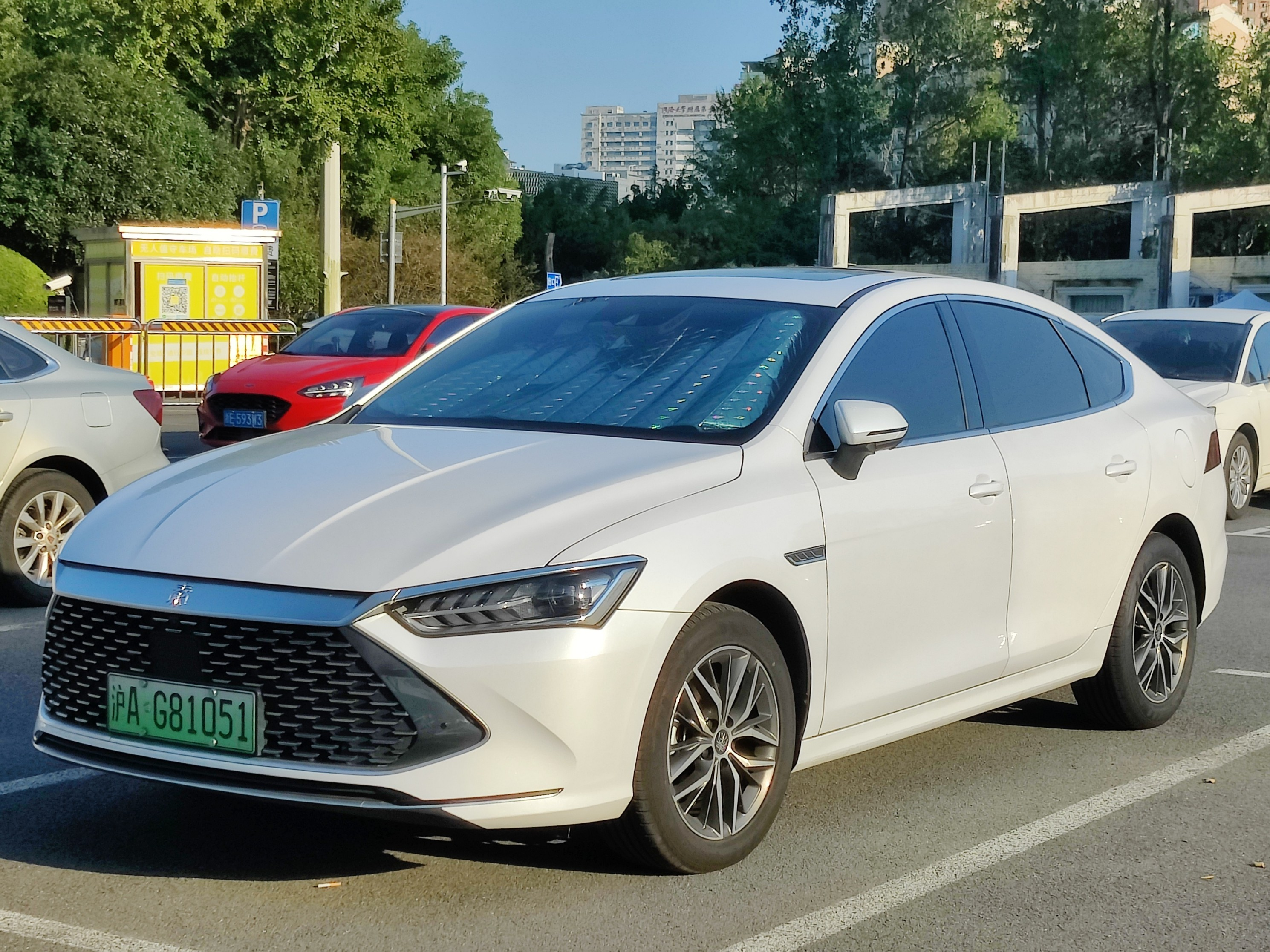
Qin Plus DM-i
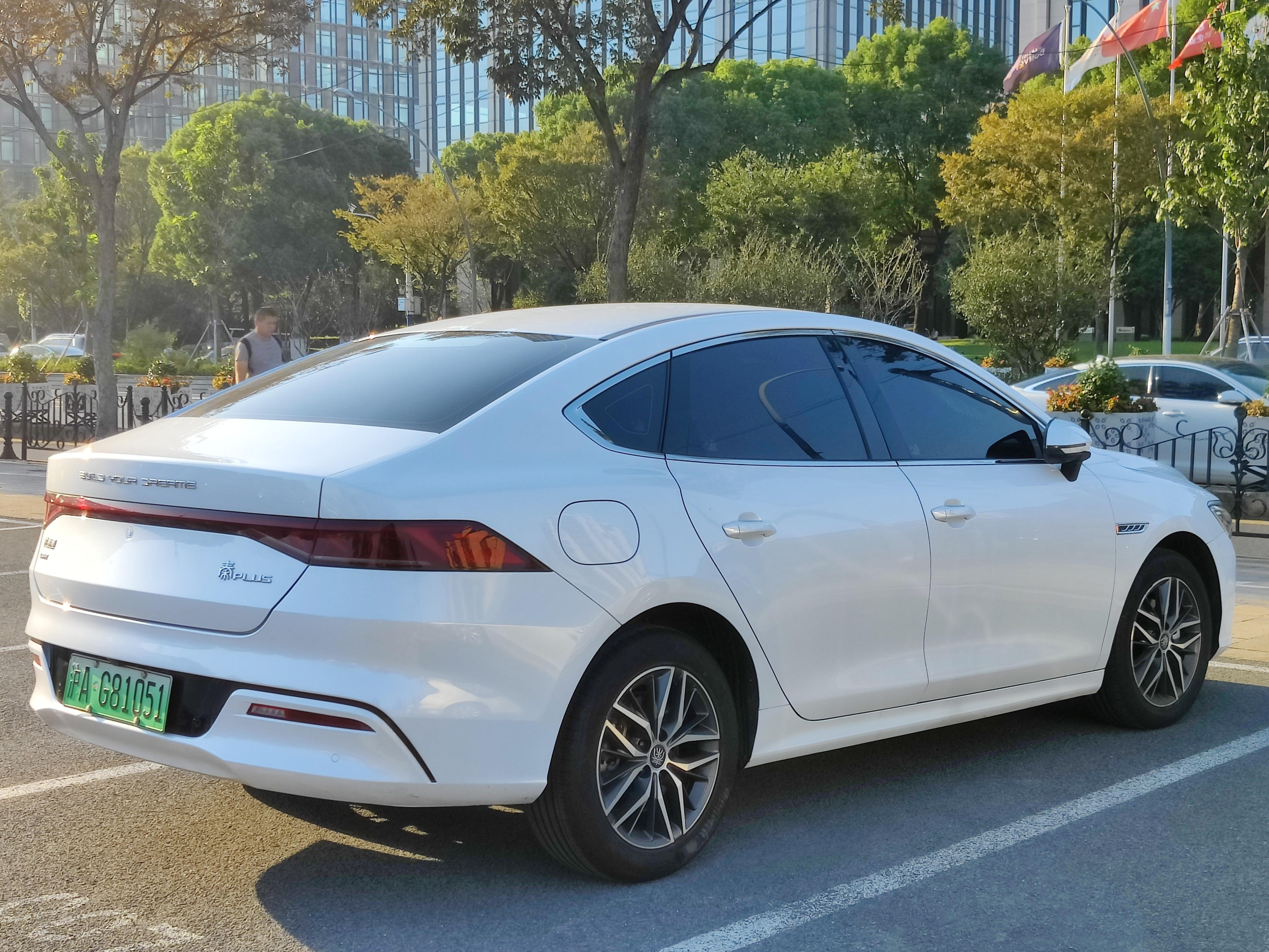
后视图

##### 动力传动系统
| 型号             | 引擎                          | 引擎            | 引擎                             | 变速  | 电池                  | 设计 | 电动机 | 电动机           | 电动机                          | 0—100 km/h（0—62 mph）（宣称） | 电动范围（宣称） | 电动范围（宣称） | 日历年    |
| 型号             | 位移                          | 功率            | 扭矩                             | 变速  | 电池                  | 设计 | 车型   | 功率             | 扭矩                            | 0—100 km/h（0—62 mph）（宣称） | NEDC             | WLTP             | 日历年    |
| ---------------- | ----------------------------- | --------------- | -------------------------------- | ----- | --------------------- | ---- | ------ | ---------------- | ------------------------------- | ------------------------------ | ---------------- | ---------------- | --------- |
| 1.5T 55 km DM-i  | BYD472QA 1,498 cc（1.5 L） I4 | 81 kW（109 hp） | 135 N·m（13.8 kg·m；99.6 lb·ft） | E-CVT | 8.32 kWh LFP 刀片电池 | FWD  | PMSM   | 132 kW（177 hp） | 316 N·m（32.2 kg·m；233 lb·ft） | 7.9秒                          | 55 km（34 mi）   | 46 km（29 mi）   | 2021–至今 |
| 1.5T 120 km DM-i | BYD472QA 1,498 cc（1.5 L） I4 | 81 kW（109 hp） | 135 N·m（13.8 kg·m；99.6 lb·ft） | E-CVT | 18.32 kWh LFP刀片电池 | FWD  | PMSM   | 145 kW（194 hp） | 325 N·m（33.1 kg·m；240 lb·ft） | 7.3秒                          | 120 km（75 mi）  | 101 km（63 mi）  | 2021–至今 |
| 参考:            |                               |                 |                                  |       |                       |      |        |                  |                                 |                                |                  |                  |           |

#### 秦Plus EV
顶级版本配备71.7 kWh电池，续航里程为600 km（373 mi）。 Versions with batteries 47.5 and 57 kWh are also available, with ranges of 400和500（250和310英里） respectively.

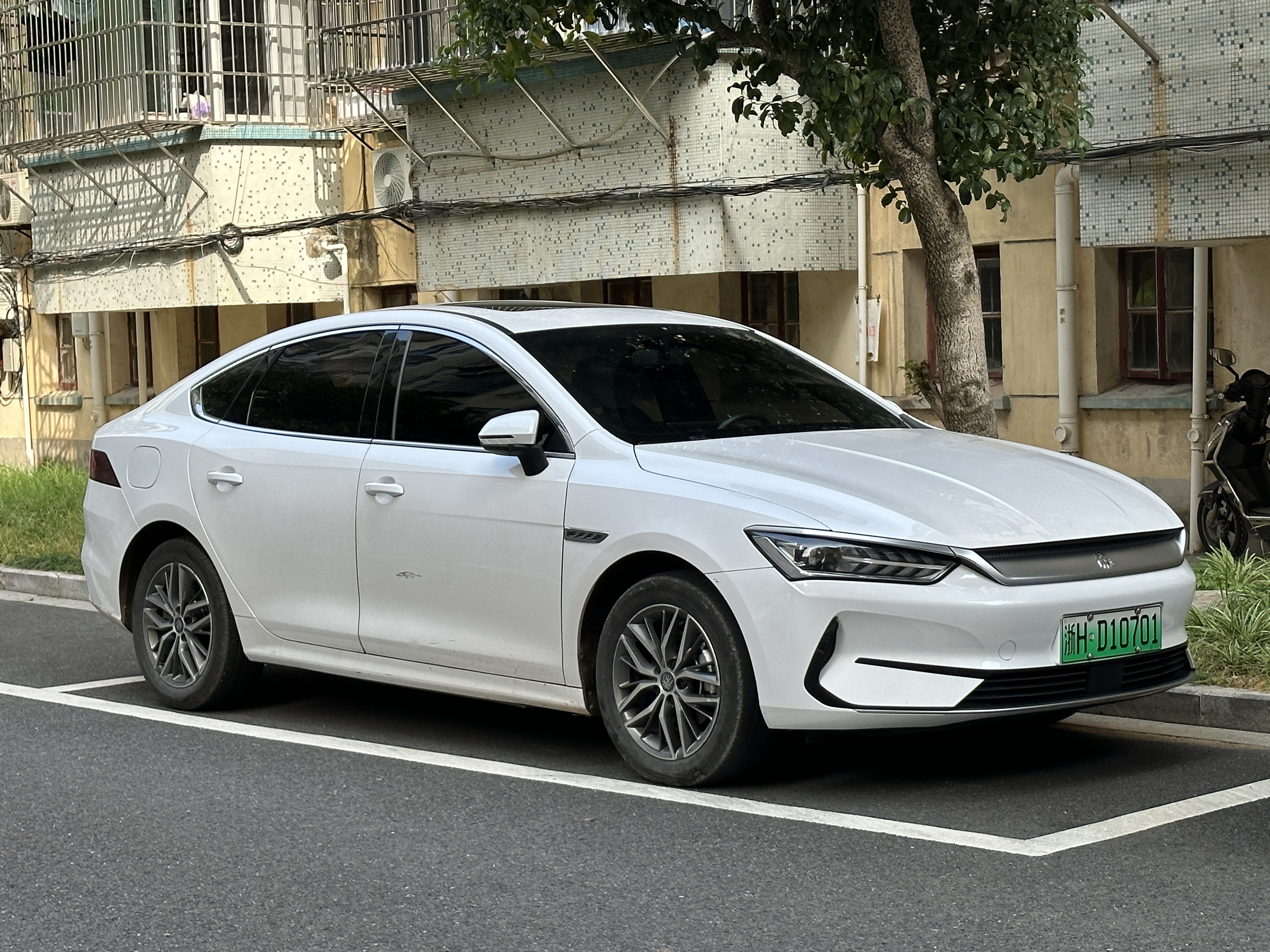
秦Plus EV
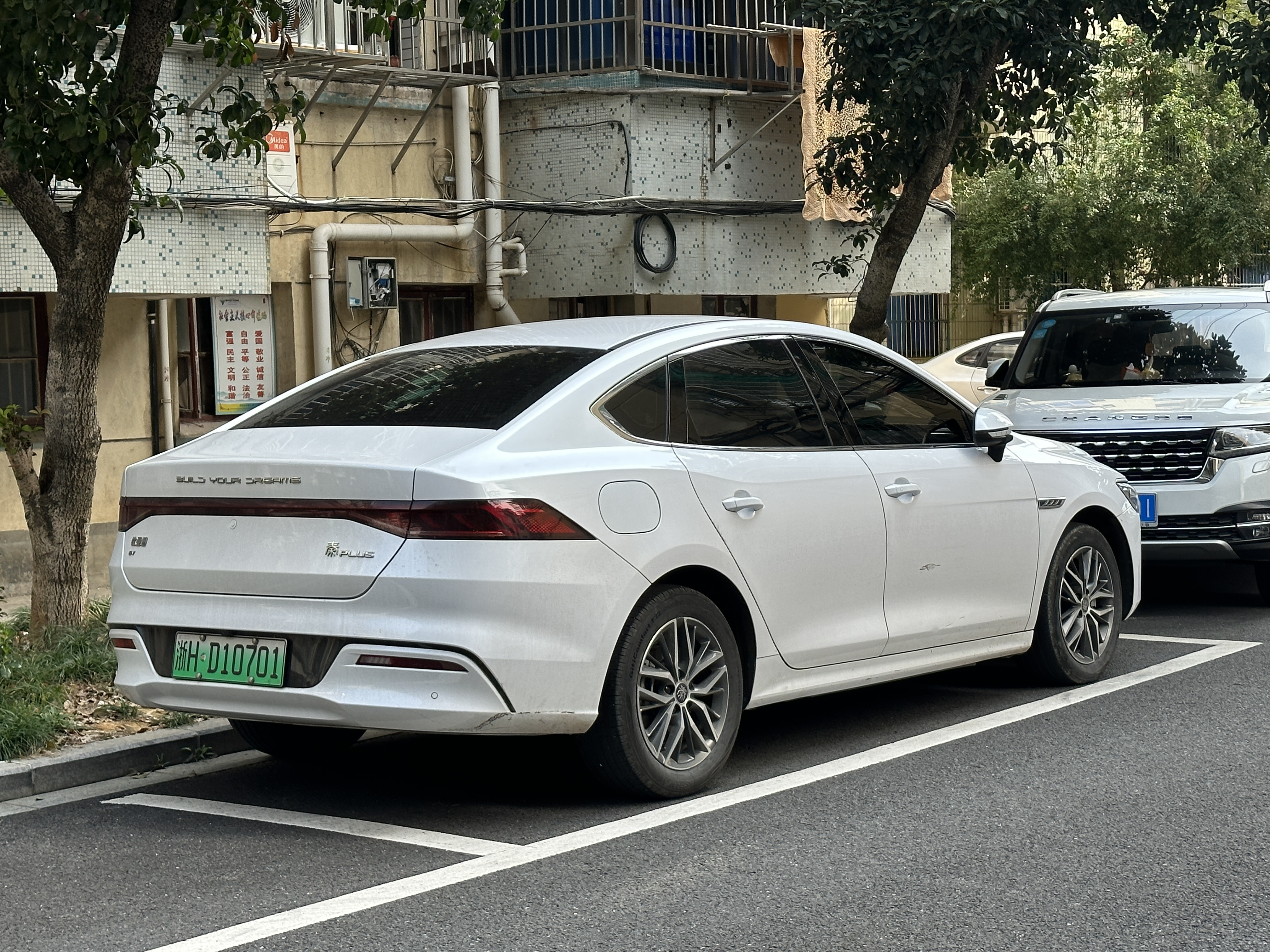
后视图

## 秦L DM-i (2024)
第三代秦以秦L的名称销售，并于2024年4月北京车展前夕正式发布。与老款和小款的秦Plus一起上市的秦L是迄今为止最大的车型，其长度超过4.8米（189英寸），进入了中型细分市场。与秦Plus不同，秦L没有电池电动版本。
秦L是比亚迪首款搭载第五代插电式混合动力系统的汽车，与之类似的是海豹06，该车型的市场名称为DM-i 5.0。比亚迪声称，该车的油耗为2.9 L/100 km（97 mi/imp gal；81 mi/US gal），油箱容量为65 L（14 imp gal；17 US gal），电池容量为10 kWh，综合续航里程超过2,000 km（1,200 mi）。

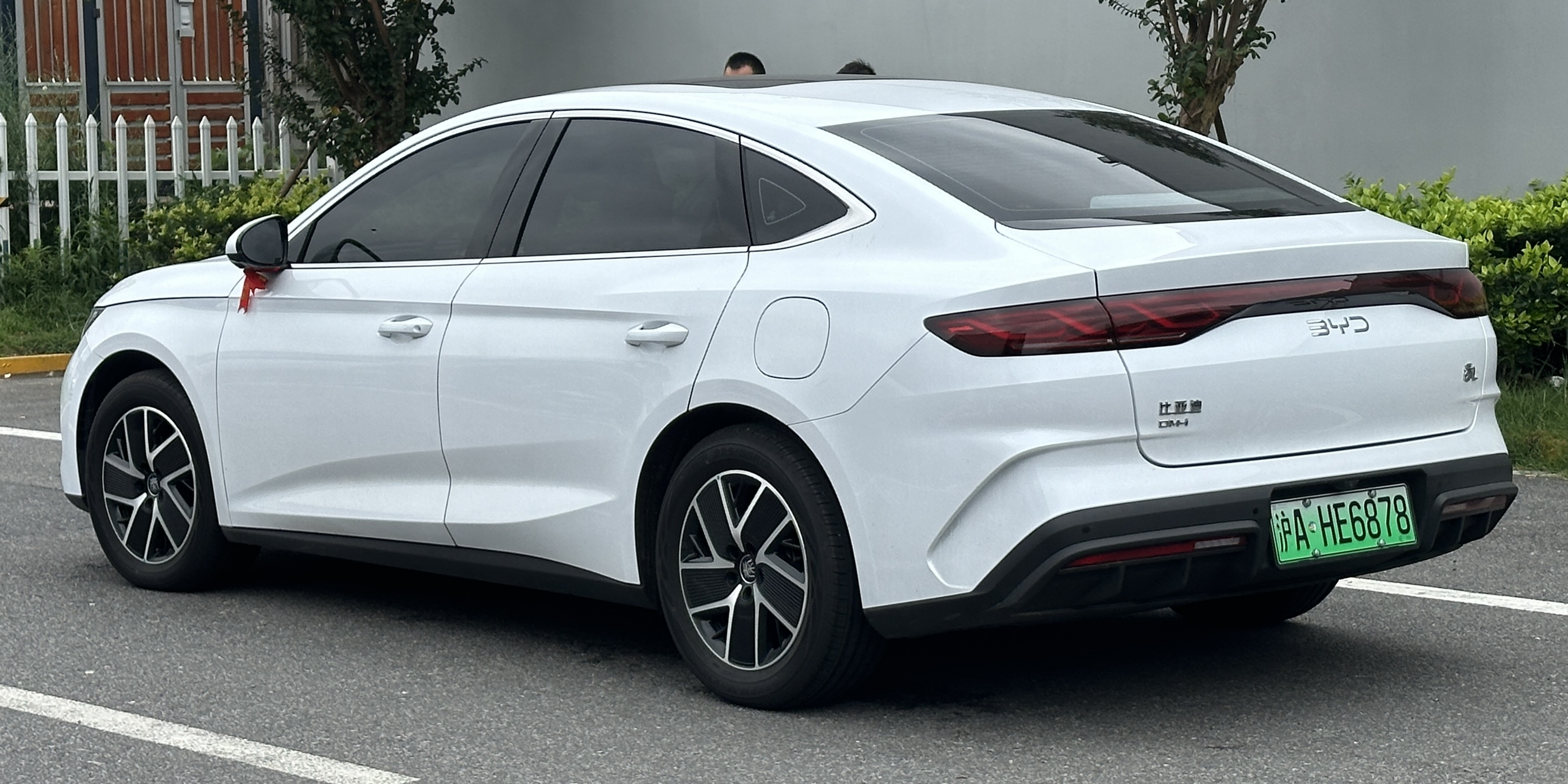
后视图

### 动力传动系统
| 车型             | 引擎                          | 引擎           | 引擎                             | 变速  | 电池                        | 设计 | 电动机        | 电动机           | 电动机                          | 0—100 km/h（0—62 mph）（宣称） | 电动范围（宣称） | 电动范围（宣称） | 日历年    |
| 车型             | Displ.                        | 功率           | 扭矩                             | 变速  | 电池                        | 设计 | 车型          | 功率             | 扭矩                            | 0—100 km/h（0—62 mph）（宣称） | CLTC             | WLTP             | 日历年    |
| ---------------- | ----------------------------- | -------------- | -------------------------------- | ----- | --------------------------- | ---- | ------------- | ---------------- | ------------------------------- | ------------------------------ | ---------------- | ---------------- | --------- |
| 1.5L 80 km DM-i  | BYD476QC 1,498 cc（1.5 L） I4 | 74 kW（99 hp） | 126 N·m（12.8 kg·m；92.9 lb·ft） | E-CVT | 10.08 kWh LFP刀片电池       | FWD  | TZ210XYB PMSM | 120 kW（161 hp） | 210 N·m（21.4 kg·m；155 lb·ft） | 7.9秒                          | 80 km（50 mi）   | 60 km（37 mi）   | 2024–至今 |
| 1.5L 120 km DM-i | BYD476QC 1,498 cc（1.5 L） I4 | 74 kW（99 hp） | 126 N·m（12.8 kg·m；92.9 lb·ft） | E-CVT | 15.87 kWh LFP Blade battery | FWD  | TZ210XYC PMSM | 160 kW（215 hp） | 260 N·m（26.5 kg·m；192 lb·ft） | 7.5秒                          | 120 km（75 mi）  | 90 km（56 mi）   | 2024–至今 |
| 参考:            |                               |                |                                  |       |                             |      |               |                  |                                 |                                |                  |                  |           |

## 生产和销售
| 年份 | 中国   | 中国   | 中国        | 中国        | 中国      | 中国      | 中国     | 中国    |
| 年份 | 秦     | 秦EV   | 秦Pro (ICE) | 秦Pro DM/EV | 秦Plus DM | 秦Plus EV | 秦L DM-i | 总量    |
| ---- | ------ | ------ | ----------- | ----------- | --------- | --------- | -------- | ------- |
| 2015 | 25,579 |        |             |             |           |           |          | 25,579  |
| 2016 | 22,614 | 10,182 |             |             |           |           |          | 32,796  |
| 2017 | 20,623 | 4,873  |             |             |           |           |          | 25,496  |
| 2018 | 38,859 | 7,851  | 6,916       | 12,245      |           |           |          | 65,871  |
| 2019 | 8,328  | 5,503  | 17,772      | 20,586      |           |           |          | 52,189  |
| 2020 | 16,599 | 41,621 | 12,638      | 11,326      |           |           |          | 82,184  |
| 2021 | 2,086  | 19,477 | 2,138       | 712         | 169,807   | 56,151    |          | 194,220 |
| 2022 |        | 33,792 |             |             | 195,349   | 119,933   |          | 349,074 |
| 2023 |        | 26,282 |             |             | 327,371   | 128,492   |          | 482,145 |
| 2024 |        | 7,909  |             |             | 304,388   | 175,637   | 229,591  | 709,616 |

## 外部連結
- BYD Qin official website[永久]
- Images of the BYD Qin concept at the 2012 Beijing International Automotive Exhibition  （页面存档备份，存于）